# Communauté de communes de la Baronnie des Angles
 (décembre 2023).
Si vous disposez d'ouvrages ou d'articles de référence ou si vous connaissez des sites web de qualité traitant du thème abordé ici, merci de compléter l'article en donnant les références utiles à sa vérifiabilité et en les liant à la section « Notes et références ».
La communauté de communes de la Baronnie des Angles est une ancienne communauté de communes française, située dans le canton de Lourdes-Est du département des Hautes-Pyrénées et la région Midi-Pyrénées. Depuis le 1er janvier 2014, la communauté de communes de la Baronnie des Angles a fusionné avec la communauté de communes du Pays de Lourdes et a donc disparu administrativement.

## Historique
Un arrêté préfectoral en date du 20 décembre 1994 a porté création de la Communauté de communes de la Baronnie des Angles.
Lors de sa création, en 1994, la communauté des communes de la Baronnie des Angles a repris l'ancien nom d'une seigneurie, la Baronnie des Angles, qui a existé du Moyen Âge à la Révolution française, en passant au fil des siècles sous le contrôle de différentes familles.
Depuis le 1er janvier 2014, la communauté de communes de la Baronnie des Angles a fusionné avec la communauté de communes du Pays de Lourdes et a donc disparu administrativement.

## Géographie

### Composition territoriale

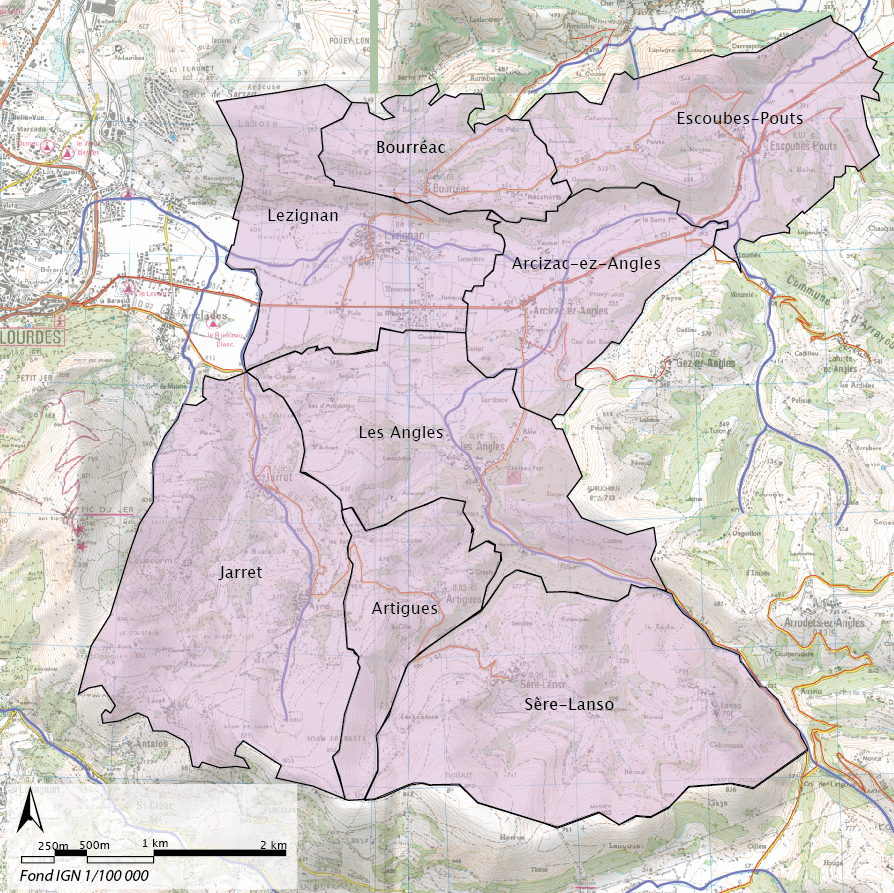
Cartographie de la communauté de communes de la Baronnie des Angles (CCBA)

La communauté des communes de la Baronnie des Angles comptait 1352 habitants (en 2009). Elle était composée des communes suivantes :
- Les Angles : 310 ha, 136 hab. (en 2009).
- Arcizac-ez-Angles : 193 ha, 245 hab (en 2009)
- Artigues : 146 ha, 21 hab. (en 2009)
- Bourréac : 126 ha, 96 hab. (en 2009).
- Lézignan : 256 ha, 393 hab (en 2009).
- Escoubès-Pouts : 277 ha, 107 hab. (en 2009).
- Jarret : 444 ha, 299 hab. (en 2009)
- Sère-Lanso : 427 ha, 55 hab. (en 2009)

Le siège de la communauté de communes de la Baronnie des Angles se trouvait à la mairie de Lézignan. La communauté de communes de la Baronnie des Angles a entretenu des relations administratives et de coopération avec des communautés de communes voisines, plus particulièrement avec celles qui font partie des cantons de Lourdes Est et de Lourdes Ouest au sein de l'arrondissement d'Argeles-Gazost : la communauté de communes du Pays de Lourdes (qui inclut les communes du canton de Saint-Pé-de-Bigorre), la communauté de communes Batsurguère, la communauté de communes de Castelloubon, la communauté de communes de la Croix blanche. L'ensemble constitue le  Pays de Lourdes réel ou Pays de Lourdes au sens large bien que l'appellation Pays de Lourdes soit déjà prise par la communauté de communes dans laquelle se situe la ville de Lourdes. Ce point est à relier à l'historique récent de rapprochements tentés et inaboutis de ces communautés vers une seule entité correspondant à l'aire économique véritable.

### Aire urbaine de Lourdes

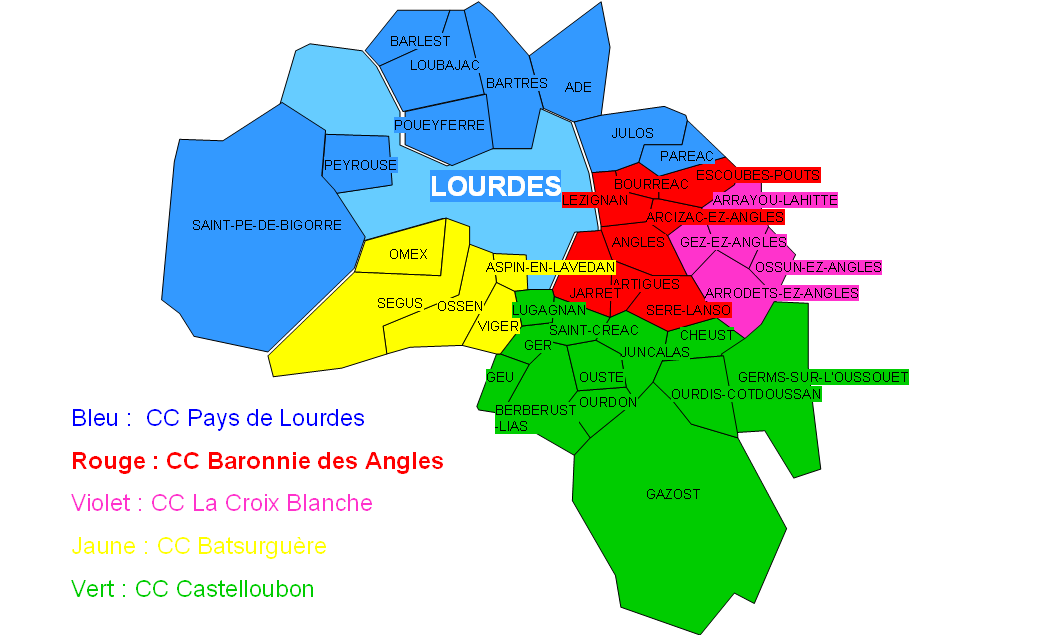
Le Pays de Lourdes et ses communautés de communes

L'espace défini précédemment en tant que Pays de Lourdes au sens large englobe l'aire urbaine de Lourdes telle que définie par l'INSEE à savoir un ensemble de communes, d'un seul tenant et sans enclave, constitué par un pôle urbain, et par des  communes rurales ou unités urbaines (couronne périurbaine) dont au moins 40 % de la population résidente ayant un emploi travaille dans le pôle ou dans des communes attirées par celui-ci. Les huit communes de la communauté de communes de la Baronnie des Angles font partie de l'aire urbaine de Lourdes.

## Compétences
L'arrêté préfectoral 58-13 en date du 27 février 2007 portant modification des compétences de la communauté de communes de la Baronnie des Angles avait entériné, dans son article 2, les transferts de compétence suivants :

### Compétences obligatoires

#### Aménagement de l'espace
- Élaboration du schéma directeur.
- Élaboration d'un cahier des charges commun pour l'ensemble des communes en vue de l'élaboration de documents d'urbanisme (étude paysagère, plan d'aménagement et de développement durable).
- Élaboration de documents d'urbanisme.

#### Actions de développement économique
- Aménagements touristiques : équipement public d'accueil et promotion du site ; incitation à la modernisation des hébergements touristiques et à la création de structures d'accueil ; information et promotion du territoire (site Internet, centrale de réservation en collaboration avec les bailleurs).
- Signalétique des hébergements : mise en place de panneaux signalant les hébergements sur le territoire.
- Réhabilitation des itinéraires de liaison touristique entre les villages : entretien et développement des sentiers de randonnée, liaisons piétonnières et vélocipèdes.

### Compétences optionnelles

#### Protection et mise en valeur de l'environnement
- Assainissement : gestion et extension d'un réseau collectif et de sa station d'épuration des eaux.
- Ordures ménagères : collecte, traitement et tri sélectif. Cette activité est déléguée au SIROM (Syndicat intercommunal de ramassage des ordures ménagères) du canton de Lourdes-Est membre du Syndicat mixte départemental de traitement des déchets ménagers et assimilés des Hautes-Pyrénées.

#### Équipements culturels et sportifs et équipements d'enseignement préélémentaire et élémentaire

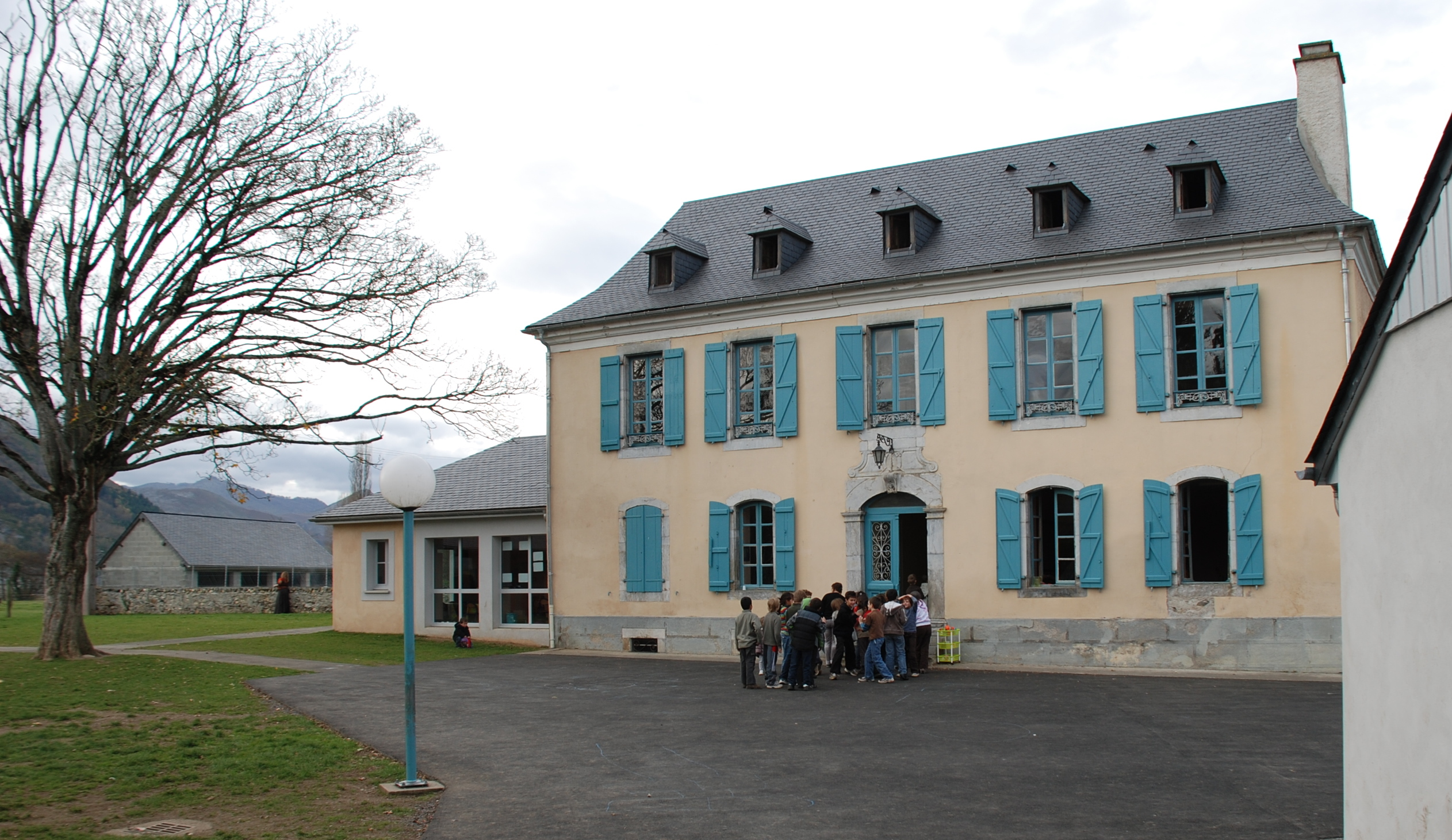
Centre scolaire de la communauté de communes de la Baronnie des Angles à Lézignan

- Gestion du regroupement pédagogique : fonctionnement et investissement des écoles de la communauté de communes à savoir la construction, l'entretien et le fonctionnement d'équipements de l'enseignement ; activités périscolaires (cantine et garderie) et extra-scolaires (centre de loisirs) ; gestion du personnel.

## Activités

### Regroupement scolaire
Après la fusion opérée le 1er janvier 2014 avec la communauté de communes du Pays de Lourdes, le regroupement scolaire est toujours assuré sur deux sites, celui d'Arcizac-ez-Angles et celui de Lézignan. Il a concerné 73 élèves pour l'année 2010-2011.

### Centre d'accueil et de loisir
La communauté de communes de la Baronnies des Angles a créé un centre d'accueil et de loisirs sans hébergement sur le site même du centre scolaire, ce centre accueille en moyenne une quarantaine d'enfants.
Diverses activités, manuelles, culturelles, sportives, musicales, incluant des sorties en piscine, à la montagne ou en parc ludique, sont proposées, avec une ouverture au quotidien sur la nature, la vie rurale et leurs métiers.

Le centre bénéficie sur son site d'un espace lecture soutenu par la médiathèque départementale avec le concours d'animateurs locaux.

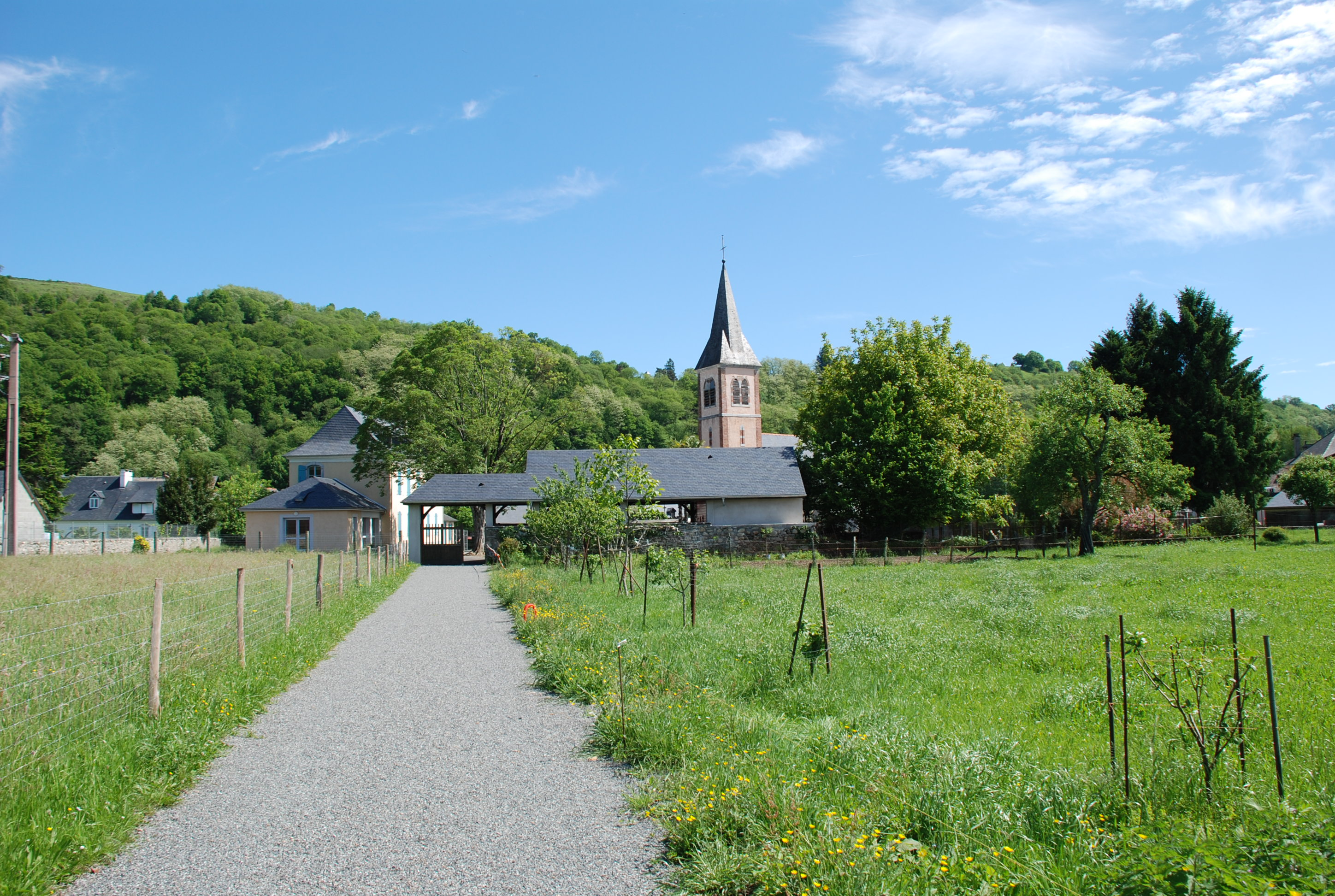
Centre scolaire de la CCBA à Lézignan, nouvel accès piétonnier
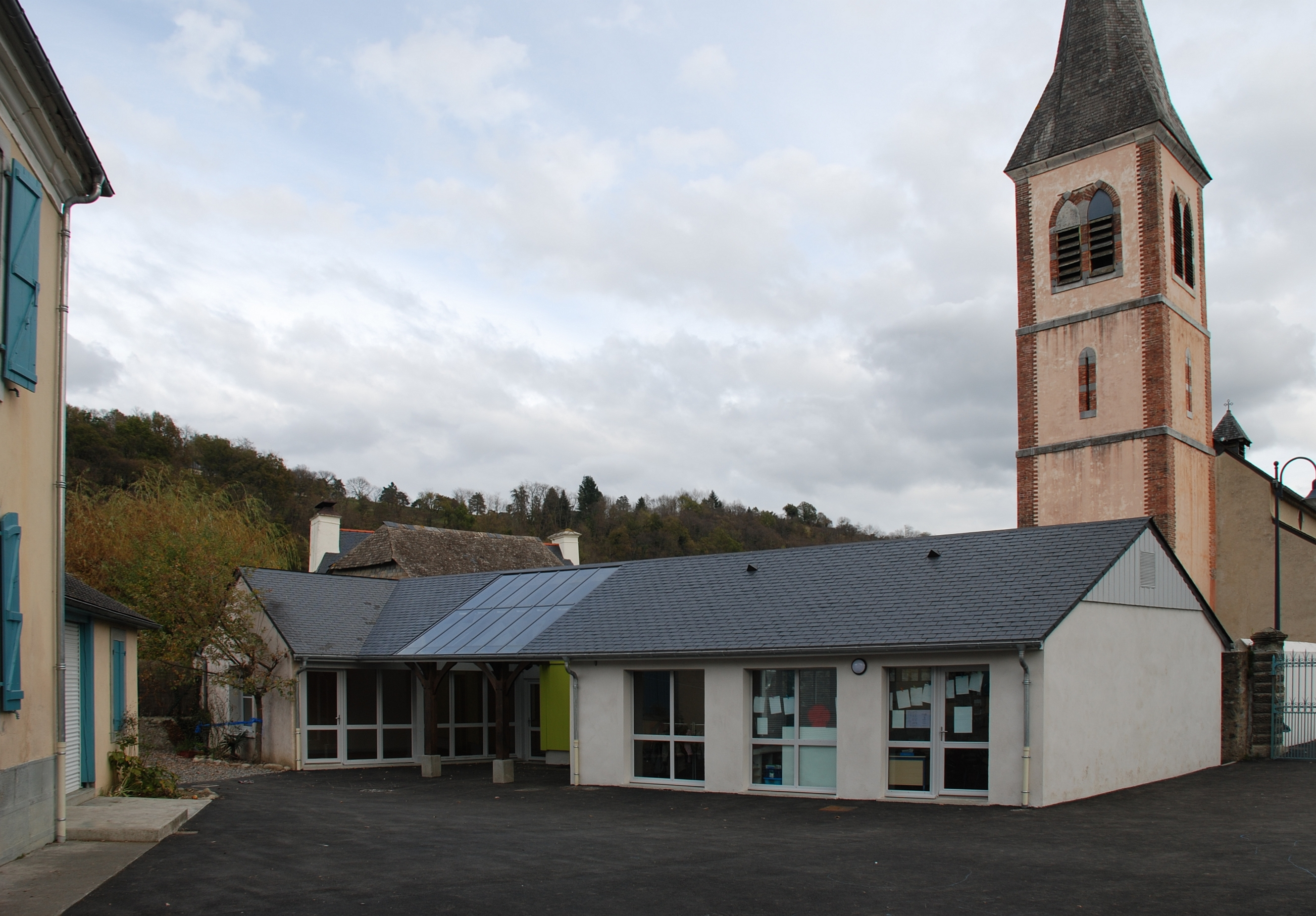
Médiatheque de la CCBA à Lézignan
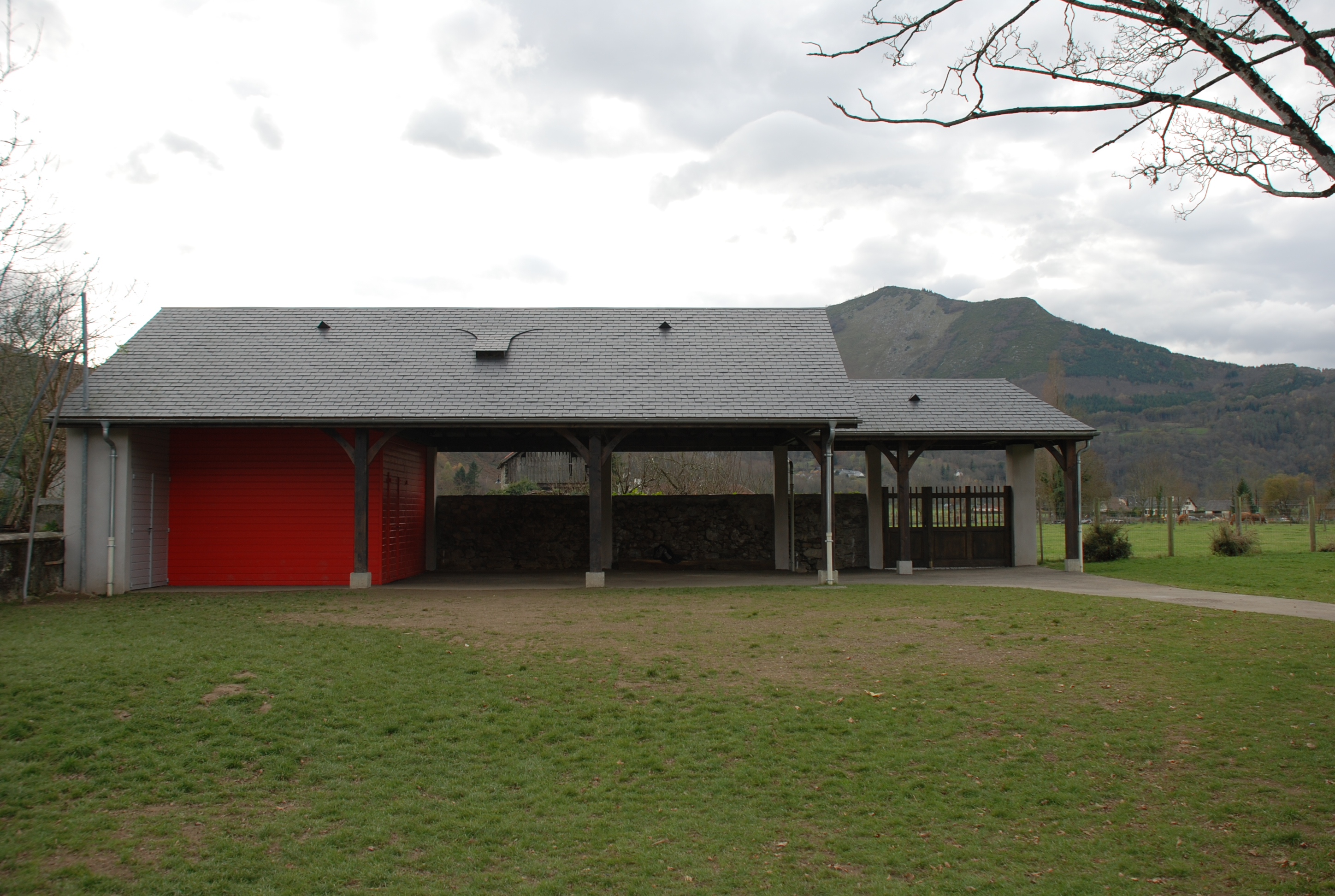
Préau du groupe scolaire de la CCBA à Lézignan

### Partenariat dans  plusieurs EPCI
La CCBA était membre d'Établissement public de coopération intercommunale (EPCI) en partenariat avec des communes et d'autres communautés de communes. La superposition - ou l'enchevêtrement - de ces structures n'est pas sans créer un manque évident de lisibilité heureusement compensé par l'engagement des animateurs.
- Le SIVOM du canton de Lourdes Est : ce Syndicat Intercommunal à Vocation Multiple est basé sur le périmètre du canton de Lourdes Est. Il comprend 25 communes et comptait 3 128 habitants en 1999. Les principales missions assurées par le SIVOM sont :

- une « brigade verte » vouée à l’entretien des cours d’eau et à laquelle certaines communes font appel de manière complémentaire pour l'entretien de leurs espaces verts et l'embellissement communal,
- une commission « écobuage » visant à organiser et rationaliser la pratique sur le territoire,
- une animatrice du développement, référente Leader et Pays, aide les communes au montage des dossiers.
- Le Syndicat de SIVOM du Pays de Lourdes : ce Syndicat de SIVOM concerne outre le canton de Lourdes Est, ceux de  Lourdes Ouest et de Saint-Pé-de-Bigorre. Dans le cadre d’un contrat de terroir, ses principales actions se concentrent sur :

- l’agriculture (accompagnement à l’installation d’agriculteurs, amélioration et valorisation des produits agricoles...);
- le tourisme et l’environnement (identification et valorisation des ressources du patrimoine naturel et culturel du Pays de Lourdes, réhabilitation du petit patrimoine bâti, développement d’un tourisme de découverte, création d’une déchèterie...);
- la vie sociale et culturelle (aides à la création de logements à caractère social, embellissement des villages, amélioration des conditions de vie des personnes âgées...).
- Le Pays des Vallées des Gaves : créé en 2003 sous l’impulsion du Syndicat Mixte de l’Arrondissement d’Argelès-Gazost, ce territoire de projet regroupant 8 structures de coopération intercommunale ainsi que 23 communes sans regroupement (soit 89 communes) présente une forte cohésion géographique, culturelle, économique et sociale. La première concrétisation du Pays a été la création d’un conseil de développement en juin 2003. En janvier 2004, la Charte du Pays est née, matérialisant le projet du territoire du Pays. Ses grandes orientations concernent les activités économiques (tourisme, pastoralisme...), l’occupation de l’espace ou encore la gestion des espaces naturels.

## Communication et informations
Le site officiel de la communauté de communes de la Baronnie des Angles livrait l'actualité ainsi que les informations pratiques et générales concernant cette  communauté.

## Situation au sein de l'ensemble desIntercommunalités des Hautes-Pyrénées
Le tableau qui suit livre ce qu'était l'ensemble des intercommunalités des Hautes-Pyrénées avant les fusions de communautés intervenues de 2011 à 2013  avec indication du nombre de communes membres, du nombre d'habitants et de la dotation globale de fonctionnement en 2010, avant la mise en œuvre de la réforme des collectivités territoriales intervenue en 2011 et 2012 et en cours d'achèvement. Le rattachement de la CC de la Baronnie des Angles à la CC du Pays de Lourdes a été validé en avril 2012 et doit être mis en application en 2013.
| Nom de l'EPCI                    | Siège                   | Nombre de communes | Nombre d'habitants | DGF en 2010 (en euros) | Fiscalité TP |
| -------------------------------- | ----------------------- | ------------------ | ------------------ | ---------------------- | ------------ |
| Adour-Rustan-Arros               | Peyrun                  | 22                 | 4 582              | 279 257                |              |
| Arret Darré et Estéous           | Pouyastruc              | 7                  | 1 661              | 66 725                 |              |
| Aure                             | Arreau                  | 9                  | 1974               | 212 946                | TPU          |
| Aure 2008                        | Saint-Lary-Soulan       | 2                  | 1306               | 36 183                 |              |
| Baïses                           | Galan                   | 11                 | 2308               | 79 607                 |              |
| Baronnie des Angles              | Lézignan                | 8                  | 1 352              | 77 349                 |              |
| Baronnies                        | Sarlabous               | 17                 | 1 575              | 257 281                |              |
| Batsurguère                      | Ossen                   | 5                  | 1 027              | 70 430                 |              |
| Grand Tarbes                     | Tarbes                  | 12                 | 79 050             | 10 361 150             | TPU          |
| Canton de Saint-Laurent-de-Neste | Saint-Laurent-de-Neste  | 18                 | 4281               | 142 652                |              |
| Canton de Tournay                | Tournay                 | 25                 | 5760               | 133 149                |              |
| Canton d'Ossun                   | Juillan                 | 17                 | 12 480             | 883 343                | TPU          |
| Castelloubon                     | Juncalas                | 11                 | 1 147              | 65 190                 |              |
| Coteaux de l'Arros               | Cabanac                 | 11                 | 1 457              | 212 946                |              |
| Croix blanche                    | Arrodets-ez-Angles      | 4                  | 272                | 22 177                 |              |
| Gavarnie-Gèdre                   | Gèdre                   | 2                  | 434                | 3 309                  |              |
| Gespe Adour Alaric               | Arcizac-Adour           | 8                  | 4 506              | 207 128                |              |
| Haut-Arros                       | Asque                   | 5                  | 303                | 33 816                 |              |
| Haute-Bigorre                    | Bagnères-de-Bigorre     | 22                 | 16 684             | 1 916 799              | TPU          |
| Haute Vallée d'Aure              | Vielle-Aure             | 10                 | 1 360              | 228 155                | TPU          |
| Les Castels                      | Lascazères              | 3                  | 450                | 35 791                 |              |
| Madiranais                       | Castelnau-Rivière-Basse | 5                  | 1 618              | 57 025                 |              |
| Magnoac                          | Castelnau-Magnoac       | 29                 | 3 671              | 124 029                |              |
| Neste Baronnies                  | La Barthe-de-Neste      | 15                 | 5 335              | 131 418                |              |
| Pays de Lourdes                  | Lourdes                 | 10                 | 20 297             | 3 233 411              | TPU          |
| Pays de Trie                     | Lalanne-Trie            | 22                 | 3 678              | 534 029                |              |
| Plateau de Lannemezan            | Lannemezan              | 8                  | 7978               | 89 461                 |              |
| Pays Toy                         | Luz-Saint-Sauveur       | 15                 | 2771               | 29 360                 |              |
| Riou de Loules                   | Boulin                  | 9                  | 1371               | 73 516                 |              |
| Val d'Adour                      | Maubourguet             | 11                 | 5218               | 112 288                |              |
| Val d'Azun                       | Arrens-Marsous          | 10                 | 2 298              | 60 942                 |              |
| Vallée d'Argelès-Gazost          | Argelès-Gazost          | 16                 | 7 179              | 707 304                | TPU          |
| Vallée de la Barousse            | Mauléon-Barousse        | 25                 | 2 907              | 111 180                |              |
| Vallée de Saint-Savin            | Soulom                  | 7                  | 3 910              | 111 586                |              |
| Vallée du Louron                 |                         | 15                 | 1 192              | 23 717                 |              |
| Veziaux d'Aure                   | Grezian                 | 9                  | 1 376              | 192 561                |              |
| Vic-Montaner                     | Vic-en-Bigorre          | 26                 | 11 447             | 1 000 815              | TPU          |